# El rapto de Proserpina (Rubens)
El rapto de Proserpina es uno de los múltiples cuadros del pintor flamenco Pedro Pablo Rubens. Este artista realizaría este óleo sobre lienzo para representar uno de los mitos más famosos de la mitología grecolatina: el rapto de la joven diosa Proserpina llevado a cabo por el dios del Inframundo Plutón. Rubens elaboró pinturas con todo tipo de temáticas: mitológica, religiosa, histórica, retratos y paisajes. Esta obra se enmarca dentro de un contexto histórico donde predominaban las dificultades por las que estaba pasando la Iglesia católica del siglo XVII, así como la supremacía de las monarquías absolutistas europeas.
Este cuadro se encuadra dentro del movimiento artístico conocido como Barroco, y más concretamente, en la pintura flamenca, propia de Flandes, actual Bélgica. Múltiples han sido los artistas que han reproducido a través de pinturas, grabados, dibujos o esculturas esta famosa escena. Como se puede observar, en la versión de Rubens destacan los personajes sobre el fondo y, sobre todo, el movimiento y dinamismo de la composición.  No obstante, Rubens combinará en sus composiciones la estética italiana con la flamenca.
El rapto de Proserpina formó parte de la colección de pinturas que decoraban la Torre de la Parada del monarca español Felipe IV. Sin embargo, en la actualidad, podemos visitarla en el Museo del Prado de Madrid (España).

## Contexto histórico

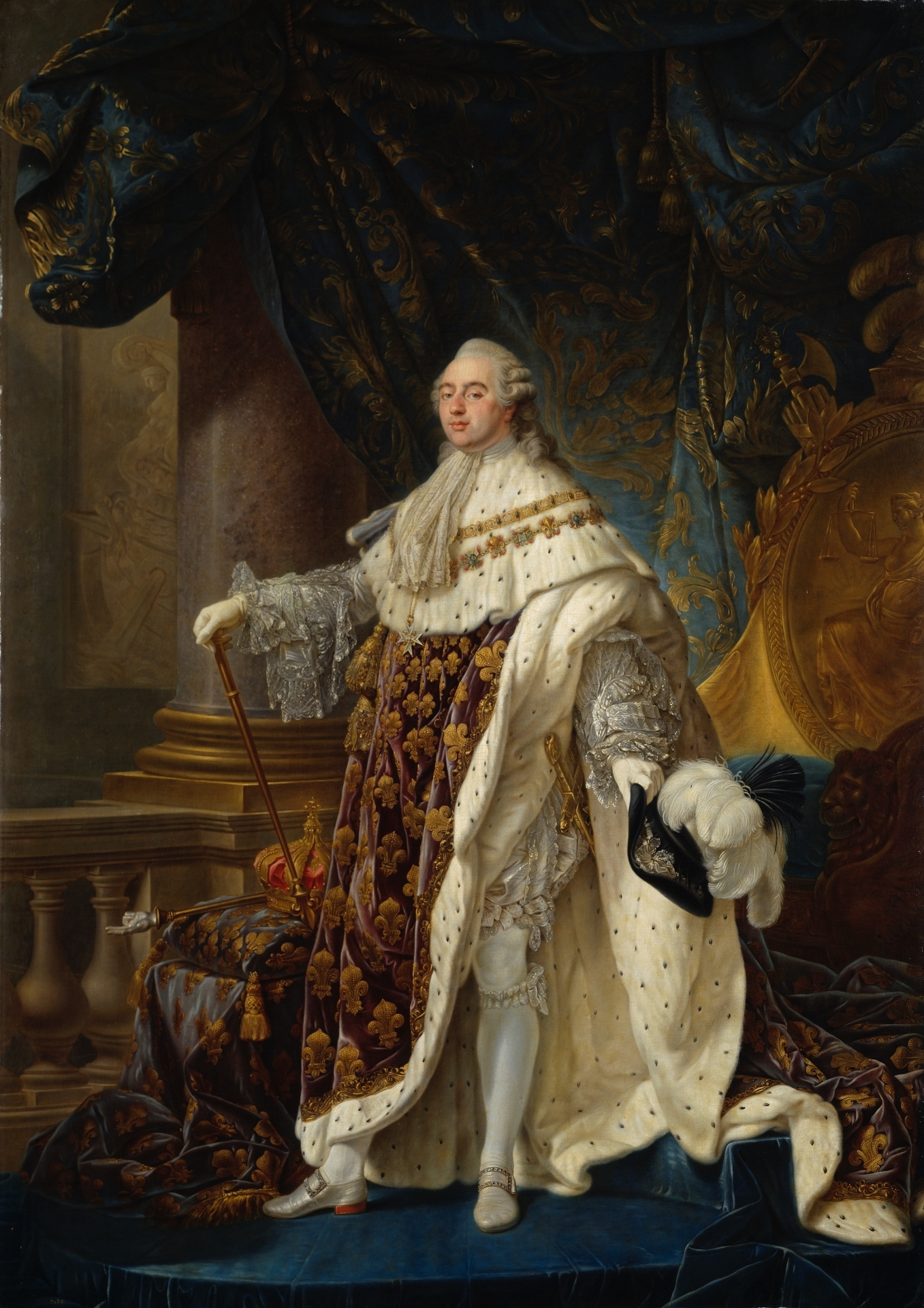
Retrato del rey francés Luis XVI de Callet (1778 - 1779), óleo sobre lienzo, Museo del Prado, Madrid

La obra se encuadra dentro de lo que conocemos como el Barroco, una corriente artística que abarcaría desde finales del siglo XVI hasta comienzos del siglo XVIII. Algunos de los acontecimientos que marcaron el inicio de esta corriente fueron el Concilio de Trento (1545-1563) y la Contrarreforma para intentar solucionar los problemas que afectaban a la Iglesia católica del momento. Las dificultades a las que se enfrentaban eran: la Reforma protestante (1517) y la crisis en la que estaba sumida la propia Iglesia a causa de la corrupción y el nepotismo del Papa y la curia vaticana. En el Concilio de Trento se ratificó el dogma católico, se asumió la necesidad de reformar la Iglesia católica y se fundó la Compañía de Jesús.
Otra de las cuestiones clave de este periodo es la importancia de las monarquías absolutistas en Europa. En ellas, el rey concentraba en sus manos todo el poder poniendo como justificación el derecho divino. Uno de los monarcas más famosos de la época fue Luis XVI de Francia, más conocido como el Rey Sol.
El siglo XVII se caracteriza por la crisis social, económica y política que azotó a Europa. La profunda crisis económica, debida a las continuas guerras y malas cosechas, desembocarían en hambrunas y epidemias, y, en consecuencia, en un fuerte descenso de la población. No obstante, esta crisis no fue igual de dura para toda Europa, puesto que los países del norte del continente vivieron un periodo de esplendor.
Asimismo, los conflictos bélicos fueron uno de los grandes problemas de la época. Uno de los más importantes fue la Guerra de los Treinta Años (1618 - 1648) en la que intervinieron las grandes potencias europeas del momento. No obstante, este conflicto llegó a su fin con la Paz de Westfalia (1648) en la que se acordaron una serie de principios que conformarían el nuevo orden europeo. Se caracterizó por la aparición de los Estados, la confirmación de la hegemonía francesa y la libertad religiosa. Sin embargo, estos tratados no sirvieron para que acabara la guerra, puesto que Francia siguió combatiendo contra los españoles hasta 1659.

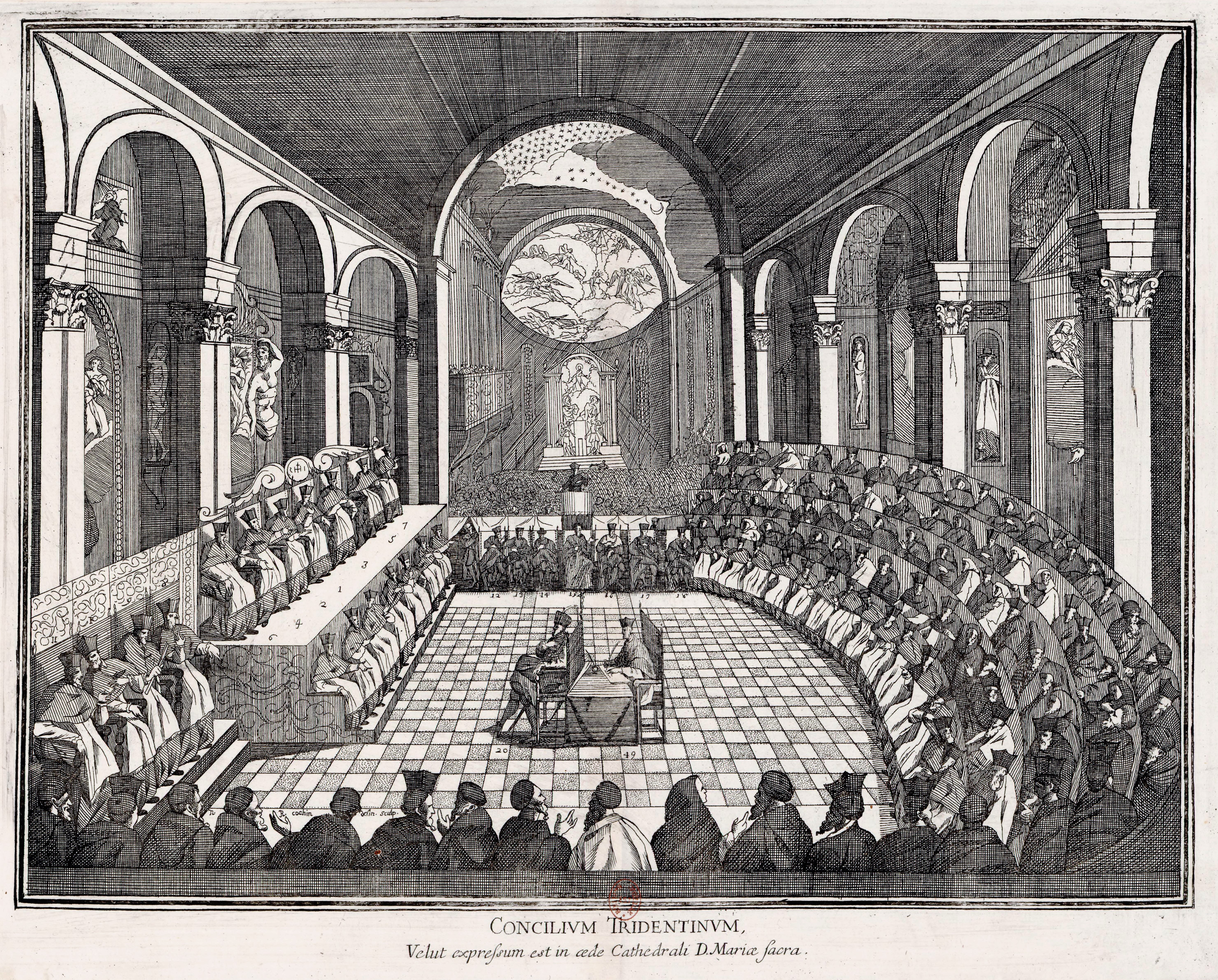
Concilio de Trento (1545 - 1563)

En el norte de Europa se comenzaría a engendrar el paso del Antiguo Régimen a la Edad Contemporánea que tendría lugar durante el siglo XVIII. Se produjo un aumento de la producción industrial y con ello se fortaleció la burguesía, nació la monarquía parlamentaria en Inglaterra y se instauraron las bases del liberalismo.
Quedó patente la rivalidad entre el Papa y las monarquías absolutas cuando cada uno de ellos promovió la creación de obras artísticas que reflejaran su poder y grandeza. Estos serían los principales mecenas durante esta época. No obstante, en algunos lugares, la burguesía también tenía mucho poder. La mentalidad de esta época giraba alrededor de la concepción pesimista y angustiosa de la realidad, dando una imagen de la vida catastrófica, debido a todas las crisis que estaba habiendo. Todo esto influiría en las formas artísticas del Barroco.

## Contexto artístico

Las meninas de Diego Velázquez (1656), óleo sobre lienzo, Museo del Prado, Madrid

El Barroco fue el estilo artístico que predominó durante el siglo XVII (aunque nació a finales del siglo XVI y continuaría en el XVIII con el Rococó) y que se caracterizó por la búsqueda el movimiento para crear la ilusión de irregularidad, profundidad e ilusionismo. Destaca, también, el factor persuasivo de este arte que procuraba, desde el poder religioso, la evangelización en la doctrina católica. Además, los monarcas absolutos lo utilizaron como medio de propaganda política en un intento de mostrar su poder al mundo. Sin embargo, en los países donde había triunfado la Reforma protestante y la burguesía tenía el poder político y económico, se tendía a la representación de actividades cotidianas, la naturaleza muerta, el retrato y el paisaje.
La pintura barroca se distingue del resto por buscar la persuasión y teatralidad escenográficas a través de composiciones naturalistas y que reflejen la realidad. Desde la perspectiva religiosa se pretendía mostrar la fe verdadera de la religión católica. En el caso de la exaltación de la monarquía predominaban los retratos de los reyes; la pintura de historia, que quería mostrar el poder político y militar de sus personajes, y la pintura mitológica. No obstante, en algunos países se optó por una pintura profana alejada de los poderes de la Iglesia o el monarca.
Si nos centramos en la técnica pictórica del Barroco, destaca la luz como medio para conseguir un mayor realismo y profundidad. En un inicio se buscaban los contrastes fuertes a través del claroscuro (tenebrismo), pero, con el tiempo, la luz se empleó para crear composiciones más aéreas. En cuanto a los colores, solían predominar los cálidos aplicados con una pincelada suelta y contornos poco definidos. En relación con el tipo de composición, prevalecen las diagonales en un intento de generar movimiento a través de la inestabilidad. Todas estas técnicas se llevaban a cabo, generalmente, en pintura al fresco. En Flandes (actual Bélgica), la pintura estuvo orientada al tema religioso para las iglesias y, al mitológico y el retrato para los palacios. Además, los lienzos donde se elaboraban las obras eran de gran tamaño.

## Autor

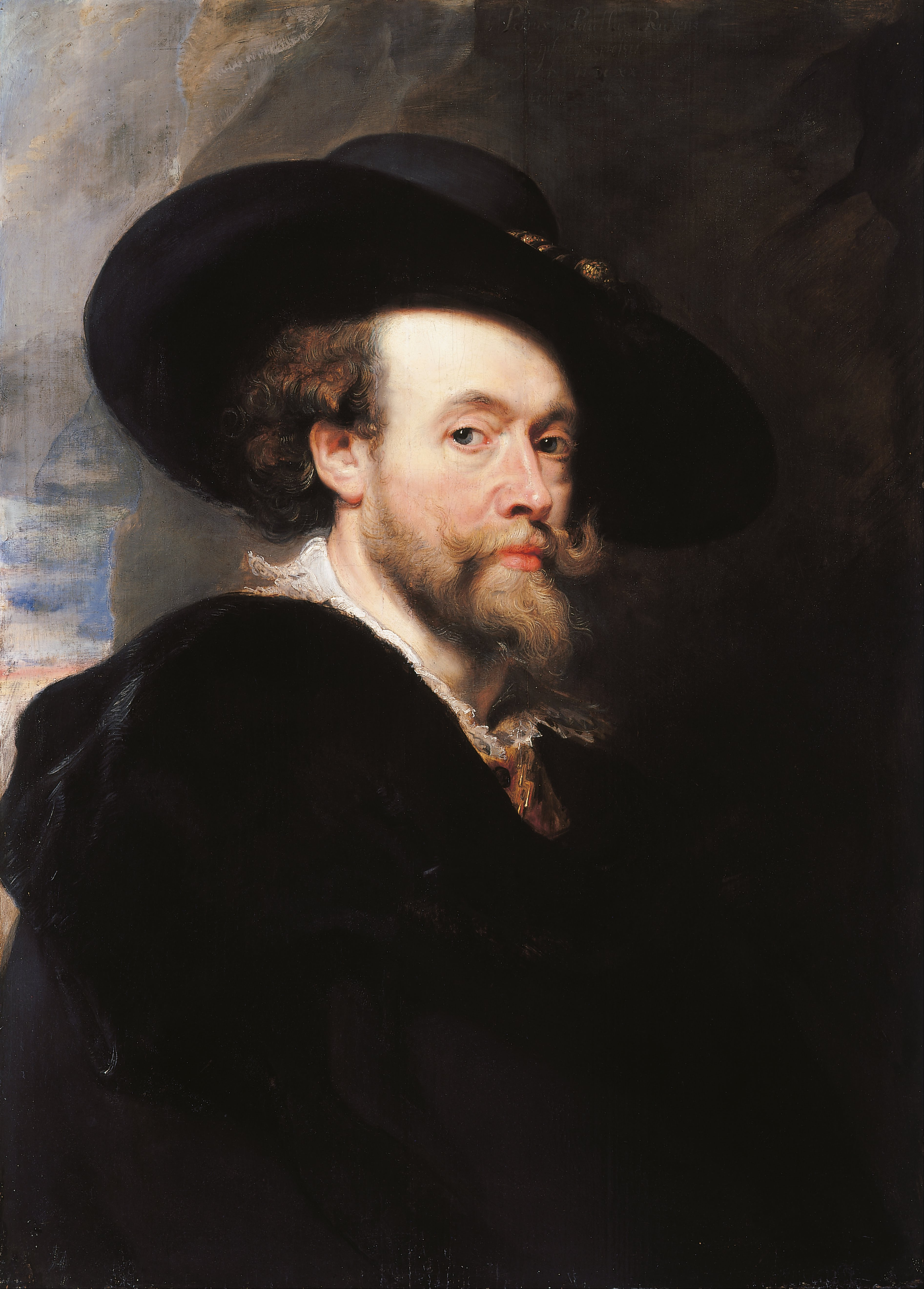
Retrato de Rubens (1623}), óleo sobre lienzo, Royal Collection del Reino Unido

Peter Paul Rubens (Pedro Pablo Rubens) nació el 28 de junio de 1577 en Siegen, Westfalia, lugar al que su familia había huido por la persecución religiosa de los calvinistas. No obstante, pronto regresarían a Amberes donde recibiría su formación clasicista y católica, y, más adelante, se instruiría como pintor, influido por el manierismo italianizante. En 1600 viajó a Italia y se convirtió en el pintor de la corte al servicio del duque de Mantua. Además, estudió las obras de grandes artistas como Miguel Ángel, Rafael o Caravaggio entre otros. Cuando regresó a Flandes, entró en la corte como pintor y diplomático. Esto le permitió viajar por España, Francia e Inglaterra, lugares donde dejaría su impronta a través de la elaboración de composiciones para esas coronas. Rubens contrajo matrimonio con Helena Fourment en 1630, de la que se inspiraría para la elaboración de muchas de las figuras femeninas de sus obras. Durante el reinado de Felipe IV, elaboró numerosas obras para la Torre de la Parada, el pabellón de caza del monarca. El pintor fallecería el 30 de mayo de 1640 en Amberes.
Sus obras se caracterizan por el movimiento que conseguía a través de la línea horizontal y sus grandilocuentes figuras. A través de la pincelada suelta representaba a hombres morenos y musculosos o mujeres que seguían el canon de belleza de la época: gruesas, con pieles claras y rubias. En sus composiciones realizará una síntesis entre el estilo italiano y el flamenco inclinándose hace el clasicismo, pero con diferencias que lo acercan a la realidad y le harán destacar. De Italia toma el predominio de la figura, el colorido y la mitología, pero de Flandes cogerá la sensualidad y el gusto por los detalles. A través de pinceladas gruesas y rápidas da forma a sus figuras sin utilizar apenas el claroscuro. No le dará mucha perspectiva a sus composiciones, pues lo que le interesa es el primer plano donde el movimiento lo inunda todo.

Sus obras presentan una amplia variedad de temáticas: religiosas, mitológicas, históricas, retratos y paisajes. En sus representaciones de tema religioso seguía los principios de la Contrarreforma, aunque con mayor grandiosidad y opulencia, como se puede ver en la Adoración de los Magos, La elevación de la cruz y el Descendimiento. En el caso de la pintura de tema mitológico, Rubens se inclinó por la sensualidad reflejada en diosas grecorromanas alejadas de la belleza clásica, pero que constituyen el ideal del momento. Esto se puede ver en las composiciones que creó para el rey español Felipe IV Las tres Gracias, El rapto de Ganímedes, El nacimiento de la Vía Láctea, El juicio de Paris, etc. Asimismo, en el retrato impresionó a todos por la naturalidad y fidelidad con la que pintaba, captando perfectamente la personalidad del retratado. Algunos ejemplos, que ilustrarían esto son Helena Fourment con abrigo de pieles, el retrato ecuestre del Duque de Lerma y el Retrato de la Marquesa Brígida Spinola-Doria. Por último, dedicó un gran esfuerzo a la elaboración de paisajes alrededor de 1630 como es el caso del Paisaje con arco iris o el Paisaje con Filemón y Baucis.

Obras más representativas de Rubens
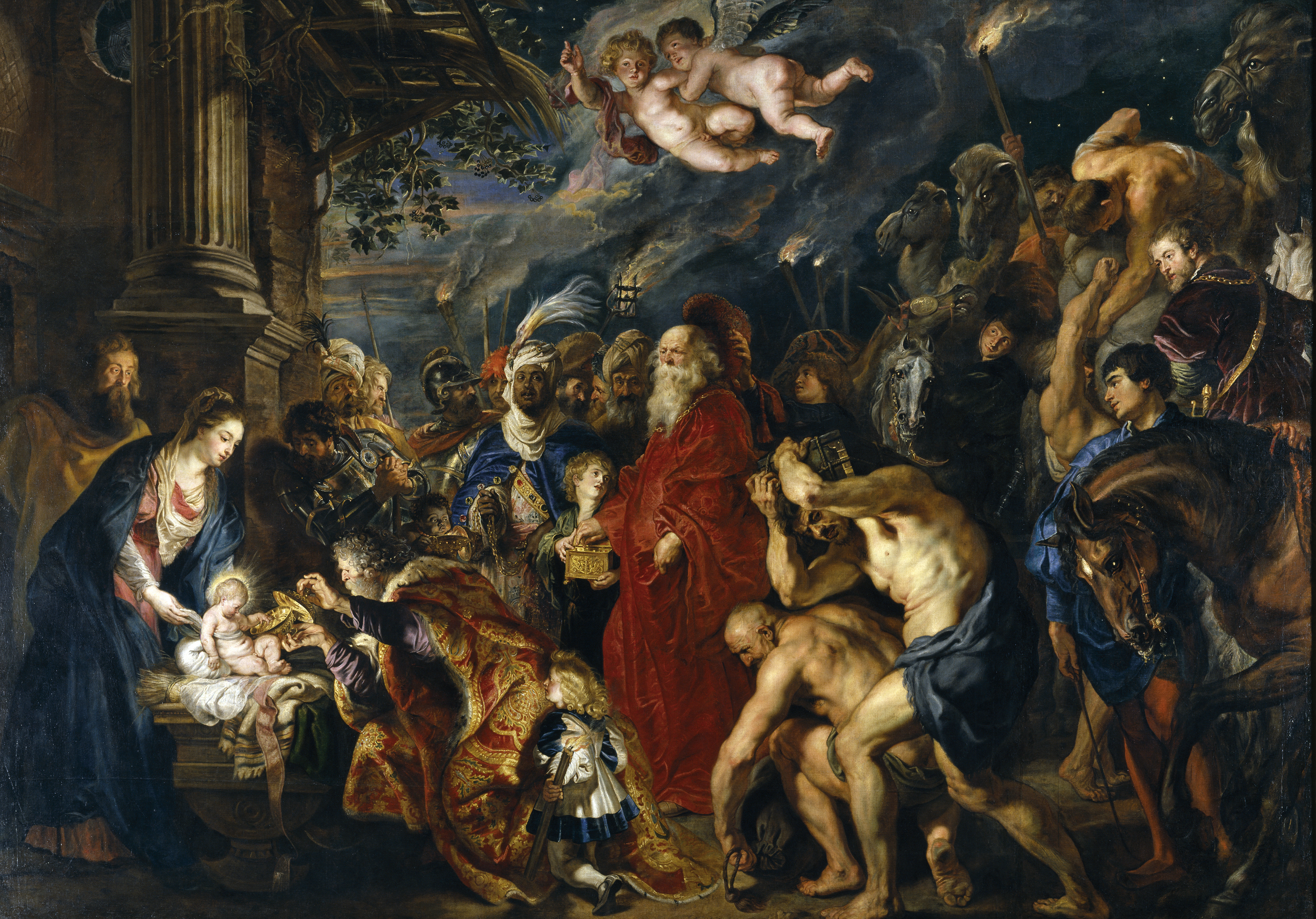
La adoración de los Magos (1609), Museo del Prado, Madrid
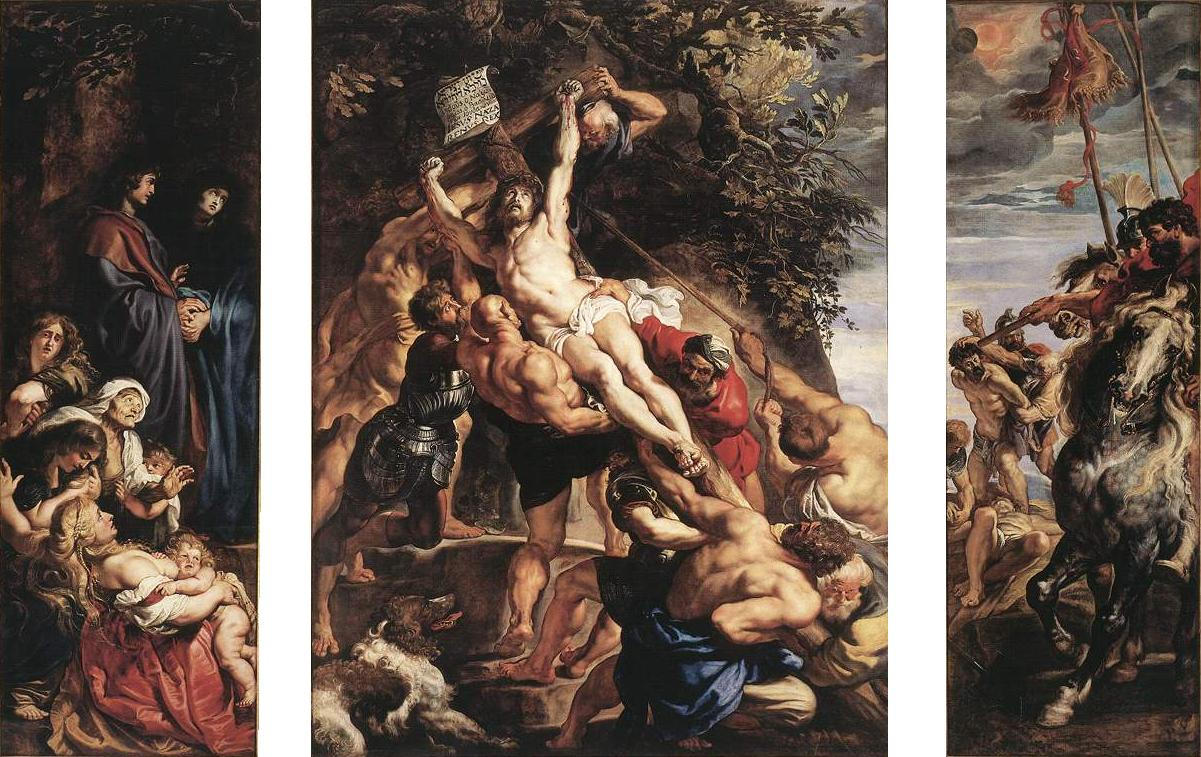
La elevación de la cruz (1610 - 1611), catedral de Amberes, Bélgica
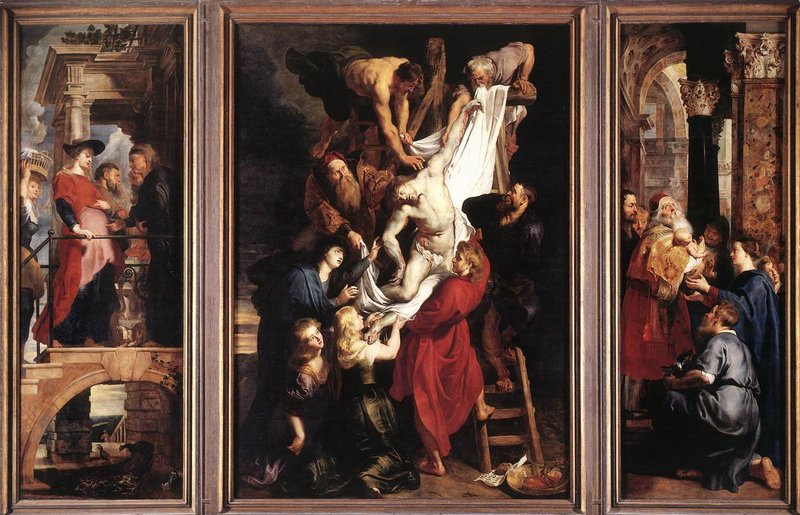
Descendimiento (1612 - 1614), catedral de Amberes, Bélgica
Las tres Gracias (1636 - 1639), Museo del Prado, Madrid
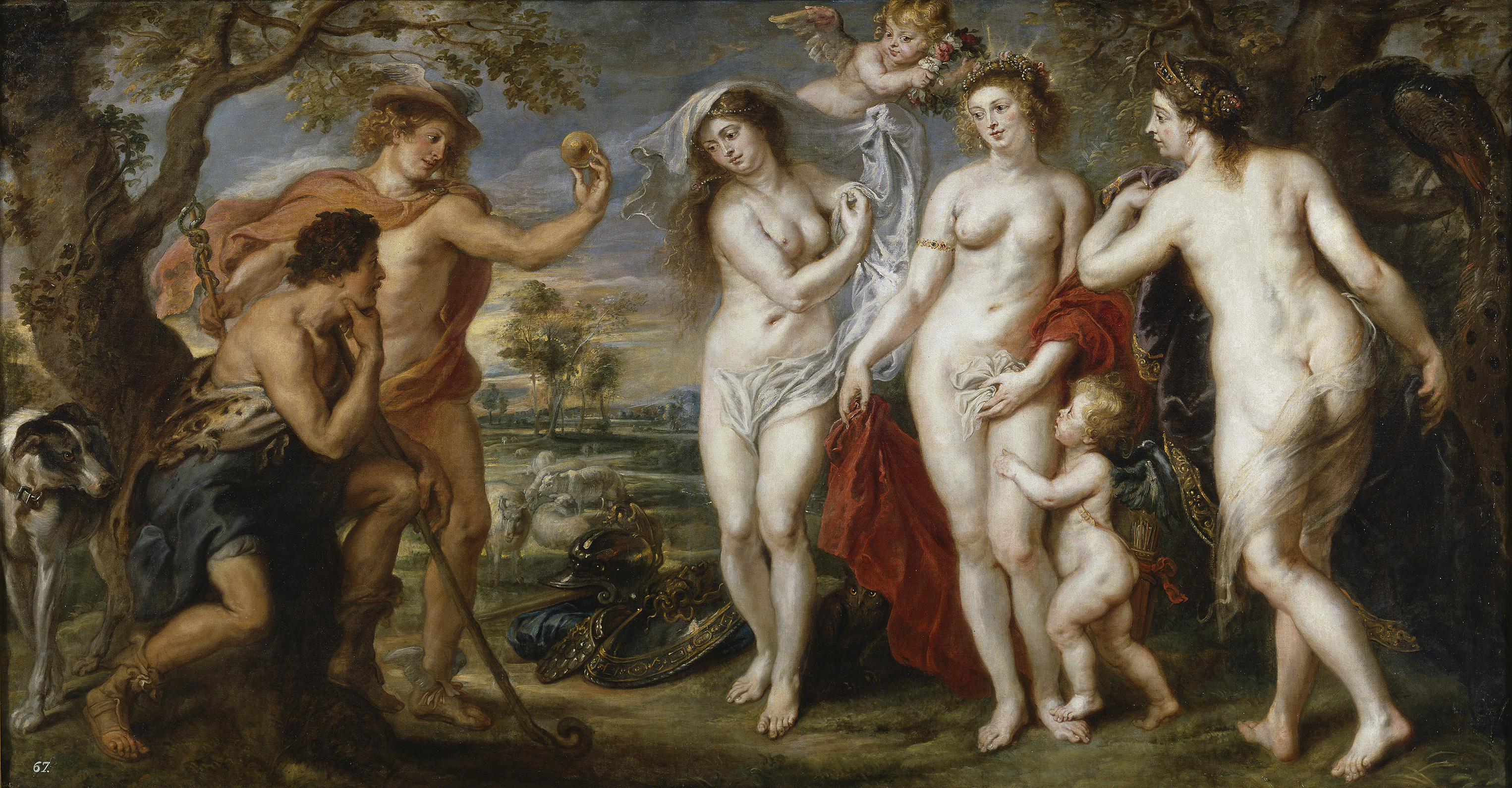
El juicio de Paris (1639), Museo del Prado, Madrid
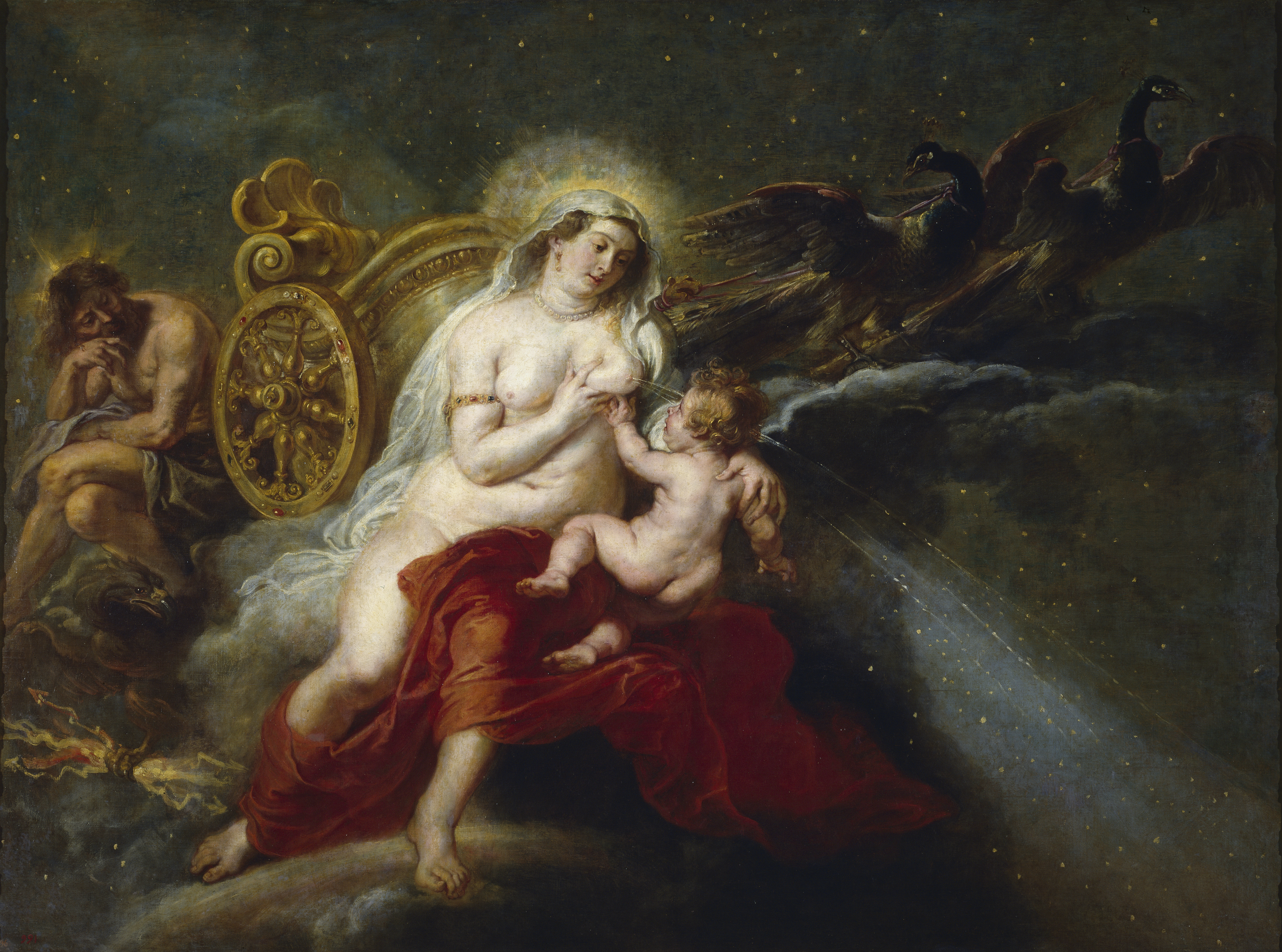
El nacimiento de la Vía Láctea (1637), Museo del Prado, Madrid
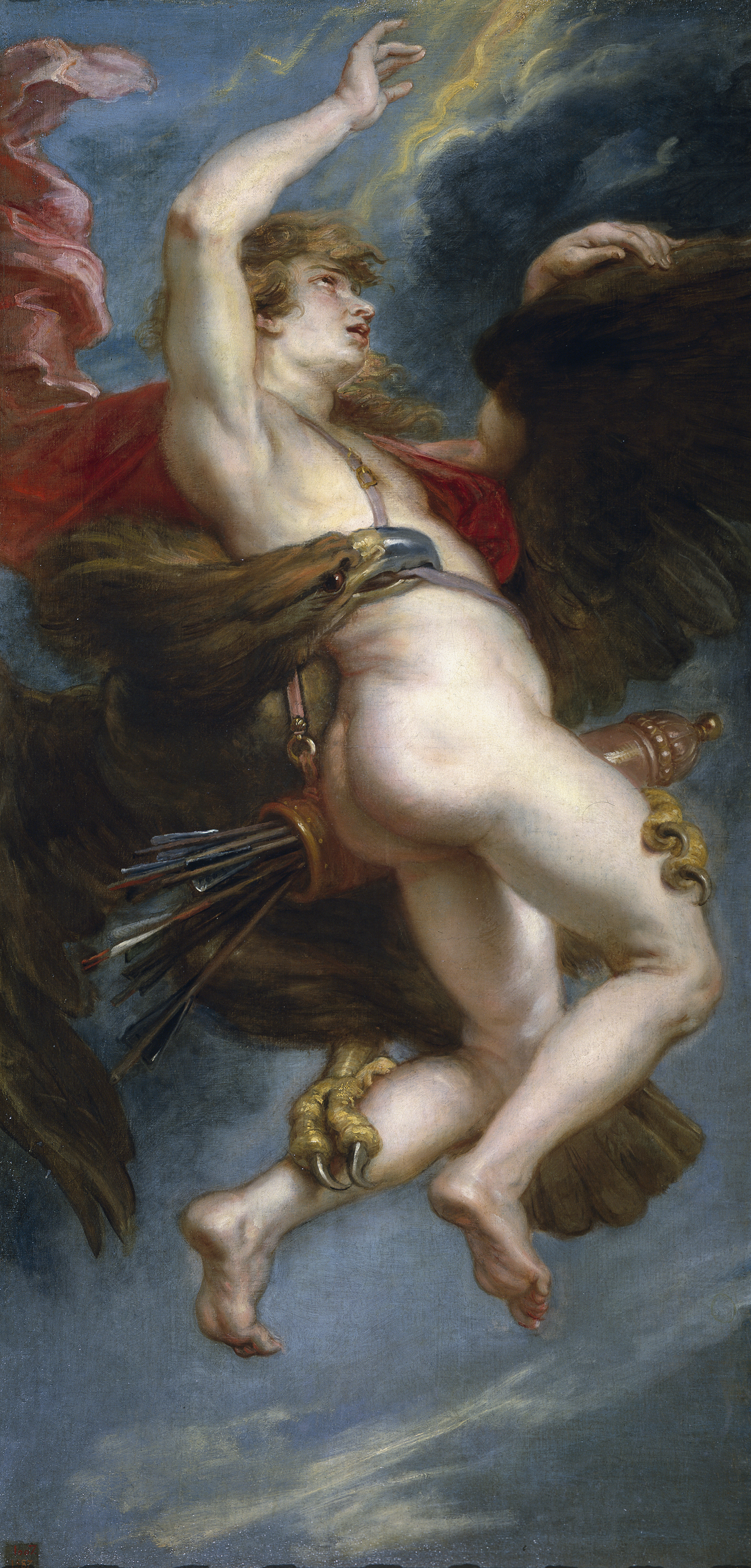
El rapto de Ganímedes (1636 - 1638), Museo del Prado, Madrid
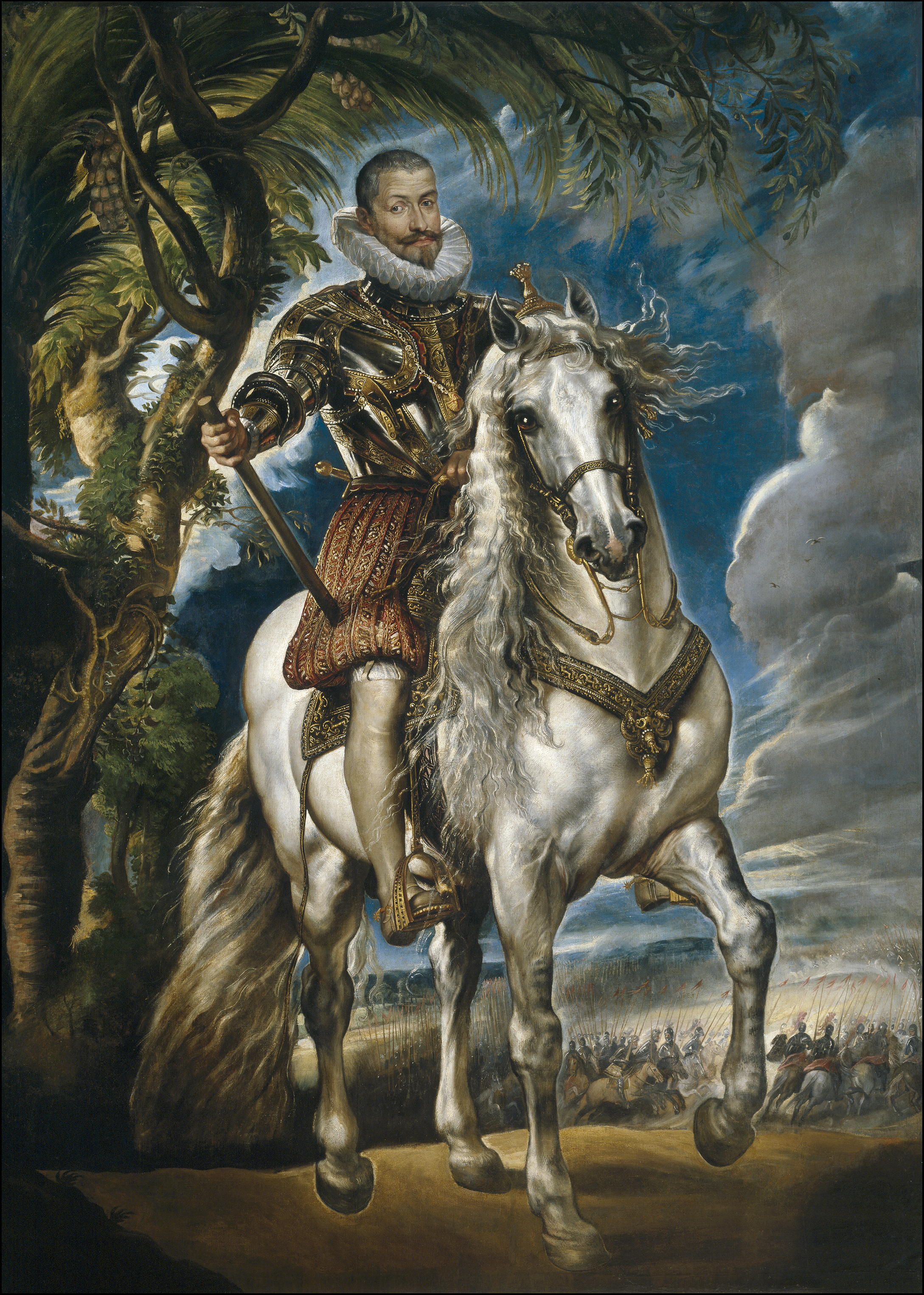
Retrato ecuestre del duque de Lerma (1603), Museo del Prado, Madrid
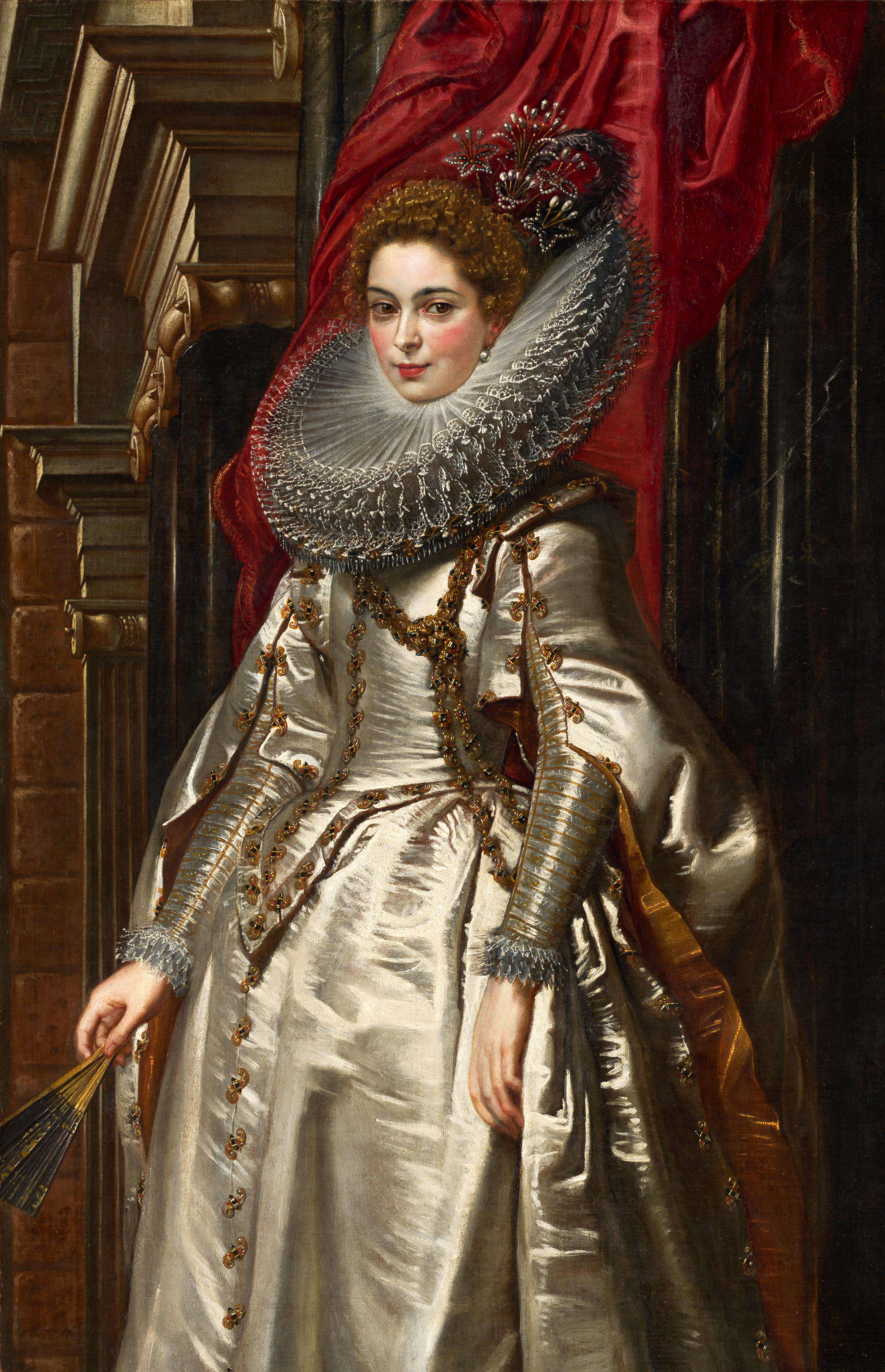
Retrato de la Marquesa Brígida Spinola-Doria (1606), National Gallery of Art, EE. UU.
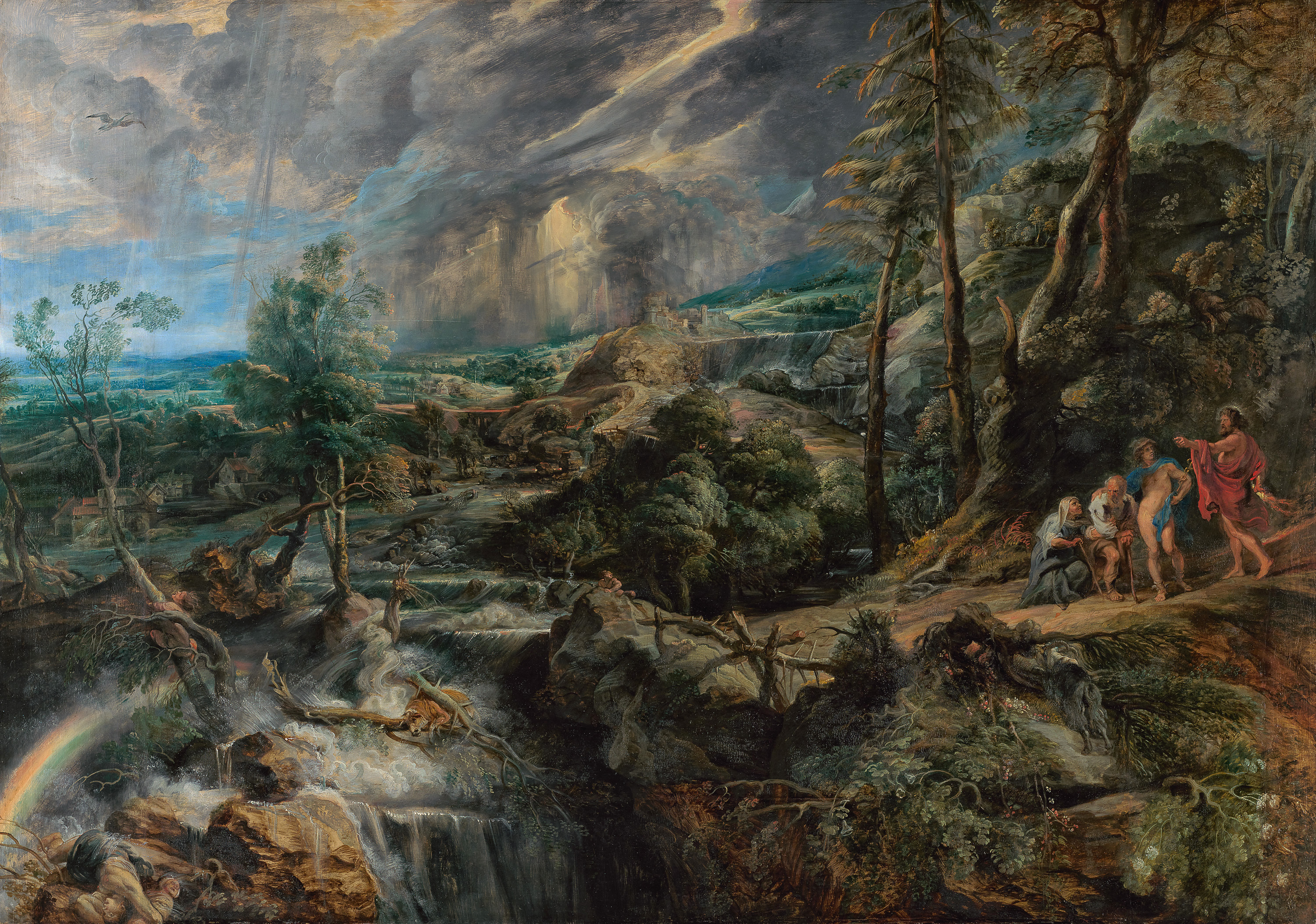
Paisaje con Filemón y Baucis (1620), Museo de Historia del Arte de Viena, Austria

## Descripción de la obra
Este cuadro formaba parte de las cincuenta y dos pinturas mitológicas que le encargaron a Rubens en 1636 para decorar la Torre de la Parada. La obra destaca sobre el resto por el dramatismo, la teatralidad, la gran cantidad de personajes y el movimiento. Para la elaboración del cuadro, Rubens realizó primero algunos bocetos sobre tabla para captar el sentimiento de los personajes. Esta obra se encuadraría dentro del tema mitológico.
En el presente cuadro vemos que el grupo principal de la composición está formado por las figuras de Plutón y Proserpina. El dios gira el rostro hacía Minerva, quien le sujeta por el brazo, mirándola con enfado y molestia. Se puede apreciar la fuerza de la escena en el hecho de que, como bien contaba Ovidio en sus Metamorfosis, el vestido de Proserpina se rasga y cae, dejándola prácticamente desnuda. A su derecha aparecen dos amorcillos con las riendas y el mando de la cuadriga. En el lado opuesto se encuentran otras tres diosas de la mitología grecolatina: Diana, Venus y Minerva de izquierda a derecha. Tanto Diana como Minerva aparecen en la escena, ya que son vírgenes como Proserpina. Hay autores que defienden que la tercera mujer podría ser Ceres, pero es poco probable, puesto que según el mito ella no se encontraba presente en el momento en el que su hija fue raptada. Físicamente, la figura de Plutón se muestra como un hombre corpulento y musculoso. En cambio, las diosas aparecen retratadas con gran sensualidad y siguiendo el canon de belleza de la época (mujeres gruesas, de piel clara y cabellos rubios). En cuanto al paisaje, Rubens, al contrario que muchos de sus contemporáneos, lo deja casi imperceptible. Según la versión del mito que hizo Higino en sus Fábulas, Diana, Venus y Minerva recogían flores en la isla de Sicilia, razón por la cual se explicaría el mar que apreciamos en la lejanía. Por último, en la parte inferior de la composición apreciamos el cesto con flores que se le habría caído a Proserpina al ser sorprendida por el dios de los Infiernos.

### Personajes
(De izquierda a derecha según el espectador mira el cuadro)

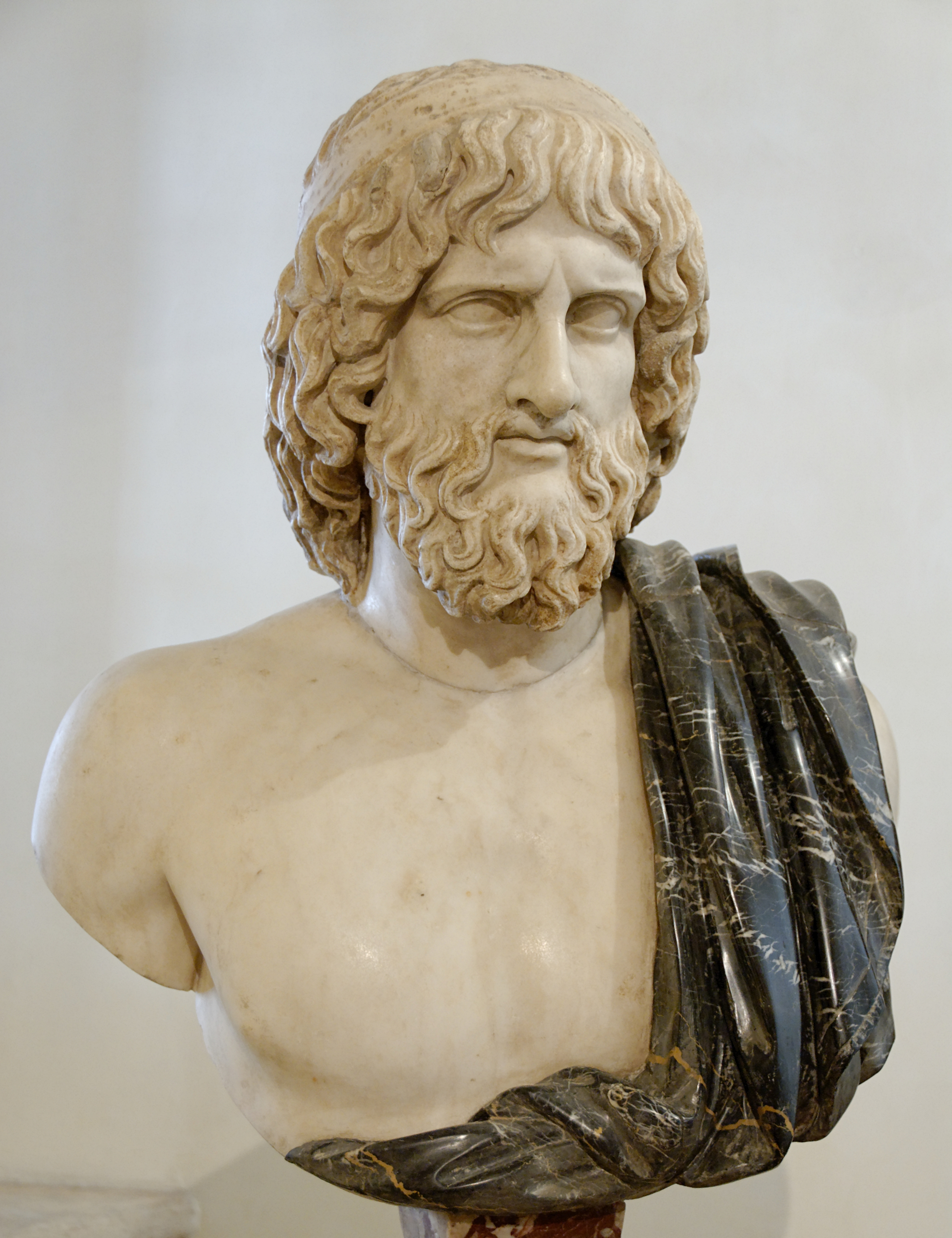
Busto de Hades, mármol, Museo Nacional Romano, Roma

- Busto de Hades (siglo V a. C.), mármol, Museo Nacional Romano, RomaDiana o Ártemis en la mitología griega es hija de Júpiter y Latona, y hermana del dios Apolo. Es una diosa olímpica a la que se le atribuyen la maternidad, protegía los partos y el crecimiento de los niños principalmente.[16] Algunos de los atributos que podemos observar en el cuadro y que nos remiten a su persona son: la luna, el pelo recogido y la belleza.
- Venus o Afrodita para los griegos es hija de Júpiter. Es la divinidad del amor y la belleza por excelencia. Este amor es, por un lado sexual, y, por otro, erótico. En ocasiones se le puede identificar como la diosa del matrimonio. Podemos reconocerla por su belleza y desnudez.[17]
- Minerva o Atenea según la mitología helénica también es hija de Júpiter. Se la conoce por ser la diosa protectora de los artesanos y los trabajos manuales. Más tarde, se le atribuiría la sabiduría y la guerra como un juego de estrategia.[18] Podemos identificarla porque va armada con el escudo (égida), el yelmo y la coraza, y viste un quitón.
- Plutón o Hades en la mitología griega era el dios supremo de los Infiernos y de los muertos. Se le suele caracterizar como un hombre despiadado que no permite que nadie que entre en su reino salga. Además, se le asocia con las riquezas, puesto que debajo de la tierra se encuentran los metales y las piedras preciosas. De ahí que su nombre latino signifique «el Rico».[19] Le podemos reconocer por la barba, el carro de oro tirado por caballos negros y el rostro severo.[20]
- Proserpina o Perséfone para los helenos era hija de Júpiter y Ceres. Es la diosa de los Infiernos y esposa de Plutón, aunque al principio era una de las divinidades agrarias.[21] Se la puede reconocer por su visible juventud.

### El mito

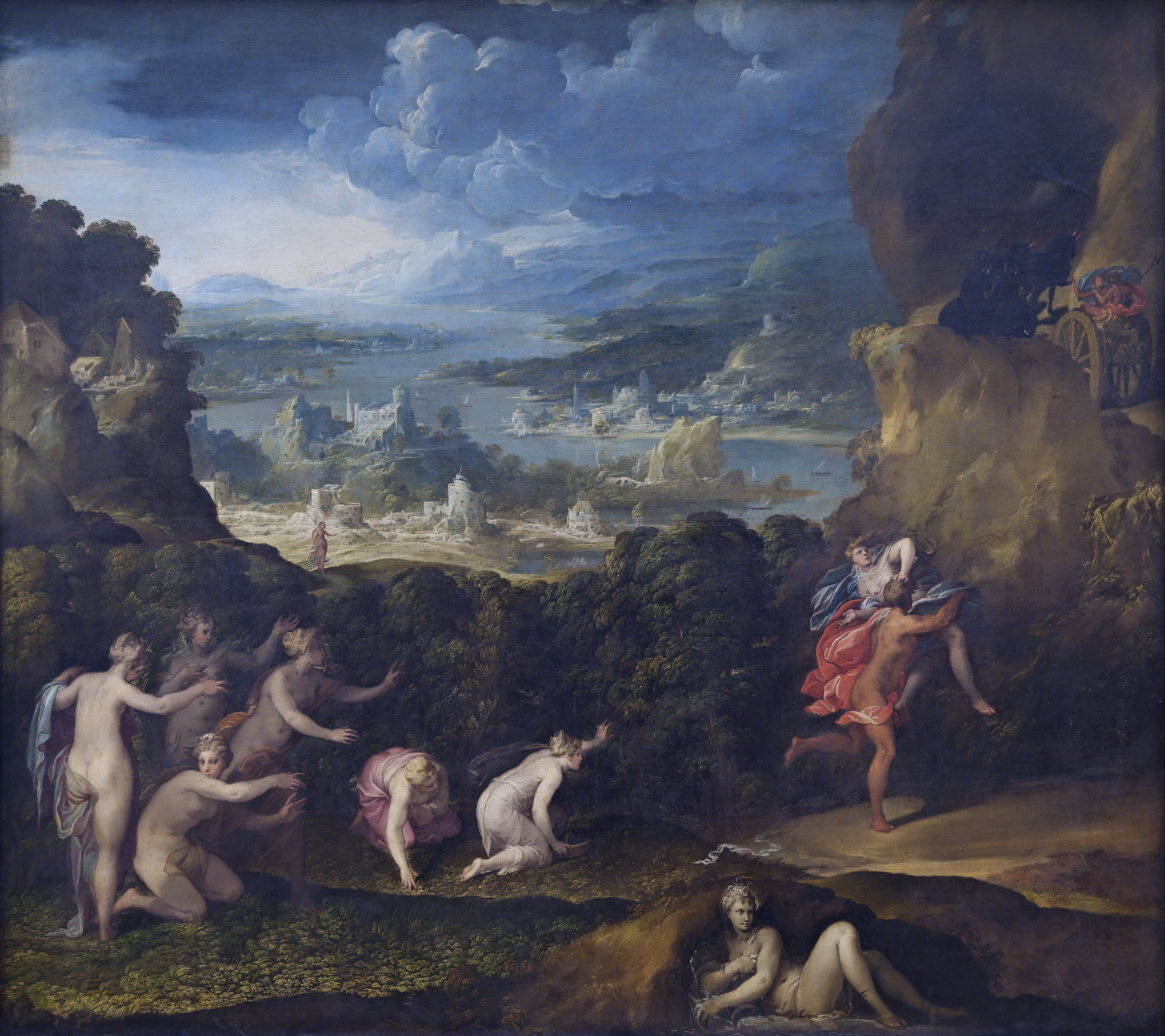
El rapto de Proserpina de Niccolò dell'Abbate (1552 - 1570), óleo sobre lienzo, Museo del Louvre, Paris

La diosa Proserpina (o Perséfone para los griegos) era hija de Ceres y Júpiter. Cuando Ceres estaba feliz, siempre era primavera, los campos rebosaban flores, los frutos crecían en abundancia... Un día, Proserpina jugaba en un prado con sus amigas cuando vieron a Plutón observándolas en la distancia. La joven diosa tenía una estrecha relación con su madre, pero no le contó nada de aquel sospechoso hombre que las vigilaba en el campo. Al principio, Proserpina tenía miedo del dios, pero según se sucedían sus visitas día tras día, no podía dejar de mirarle. Finalmente, una mañana, el dios no pudo resistirse y en su visita al prado, mientras las niñas cogían flores, irrumpió llevándose a Proserpina en su carro mientras el resto de jóvenes huían despavoridas (este es el instante que refleja el cuadro de Rubens). Cuando Ceres se dio cuenta de que su hija no volvía a casa, comenzó a buscarla sin descanso, preguntando a todo el mundo. Estaba especialmente enfurecida con Júpiter que, además de ser su padre, debería saber todo lo que pasa sobre la faz de la Tierra. La madre, preocupada por su hija, descuidó sus obligaciones y la tierra comenzó a secarse, las plantas no crecían y los frutos se marchitaban, empujando a la humanidad al hambre y la escasez.
Mientras, en los Infiernos, Proserpina añoraba a su madre y Plutón no sabía que hacer para que le amara y dejara de llorar por Ceres. Júpiter al ver que la humanidad se moría de hambre preguntó a todos por su hija hasta que el Sol le confesó que había visto quién se llevaba a Proserpina. Júpiter le suplicó a Plutón que les devolviera a la joven, pero ya era imposible, puesto que ella había comido unos granos de las granadas que hay en el Infierno. Plutón viendo que Proserpina le odiaba y no paraba de pensar en su madre, dejó que se marchara. La joven se fue corriendo, pero, cuando estaba a un paso de volver a la Tierra, miró hacia atrás y vio a Plutón triste y desolado, y todo el odio que tenía en su corazón desapareció y se enamoró de él. La joven muchacha, indecisa, le pidió consejo a su padre Júpiter. Proserpina pasaría seis meses del año con su madre, época en la que florecían los campos y abundaban los frutos (la primavera y el verano) y los otros seis viviría con su amado Plutón en los Infiernos mientras en la Tierra las flores se marchitaban y escaseaban los alimentos (el otoño y el invierno).

### Análisis formal
En cuanto a la técnica escogida por Rubens para la elaboración de este cuadro utilizó la pintura al óleo tomando como soporte un lienzo. El tipo de composición que nos encontramos sería ascendente por la disposición de los personajes y, además, el espectador se encuentra al mismo nivel que las figuras. Asimismo, la composición es bastante caótica, puesto que predomina el movimiento y el dinamismo de los pliegues, las posturas y la cantidad de personajes que aparecen. De igual forma, podemos apreciar que la obra no tiene apenas planos de profundidad, a excepción del mar de fondo. Por ello, el autor pretende otorgarle todo el protagonismo a los personajes. En cuanto al color, podemos observar que predomina sobre el dibujo. La pincelada es suelta y, en algunos puntos, llega a convertirse en difusa y con límites difíciles de definir. Los colores predominantes son los cálidos, especialmente el amarillo de los cabellos, el carro y los ropajes; el rojo del vestido de Proserpina, y la blancura de las pieles desnudas de las diosas. Sin embargo, también encontramos colores fríos, como el azul del cielo y el mar. Por último, la iluminación es de tipo lateral, ya que el foco de luz proviene del lado izquierdo del cuadro.

### Fuentes de inspiración de El rapto de Proserpina de Rubens

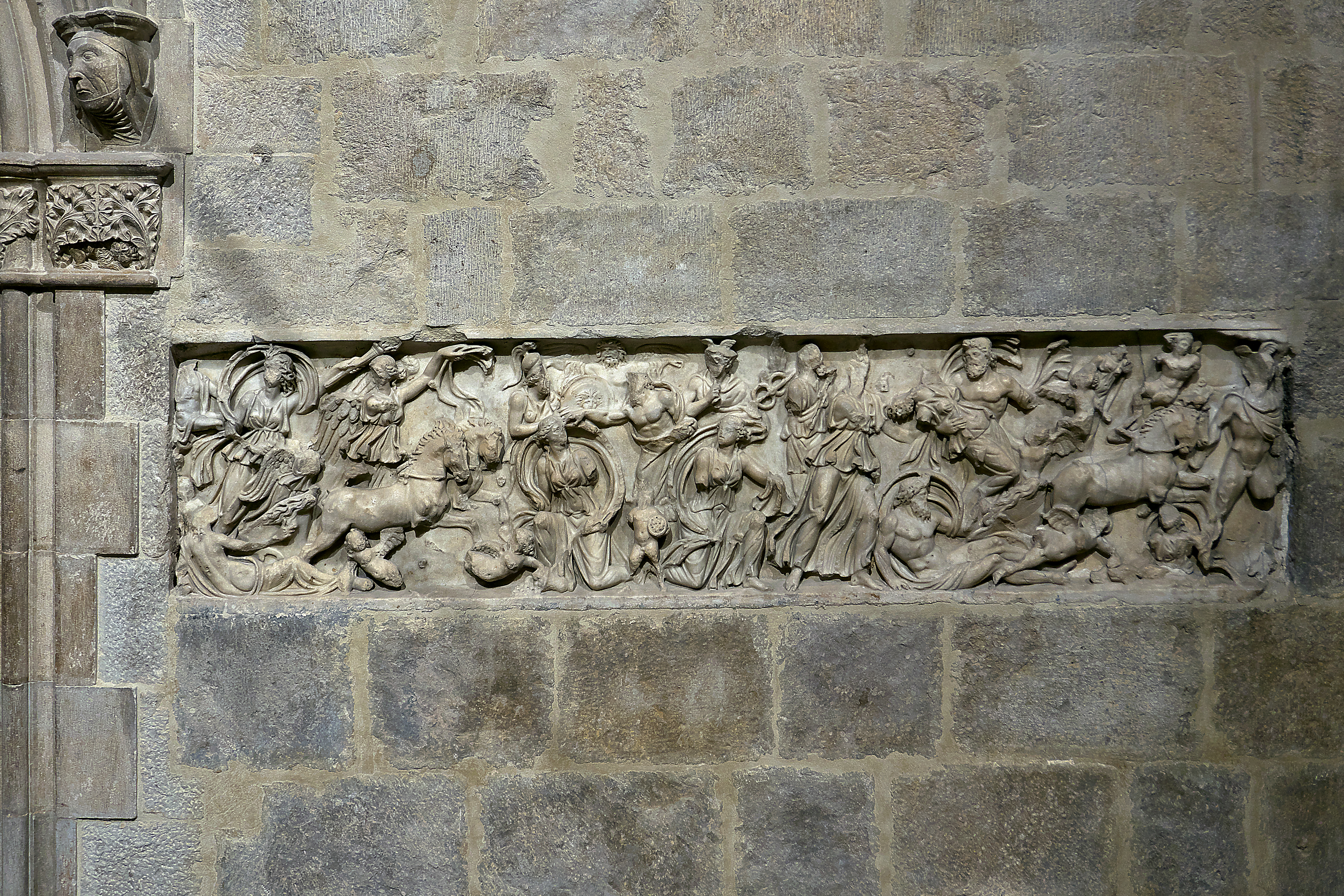
Sarcófago del Rapto de Proserpina, mármol, Santa Pola

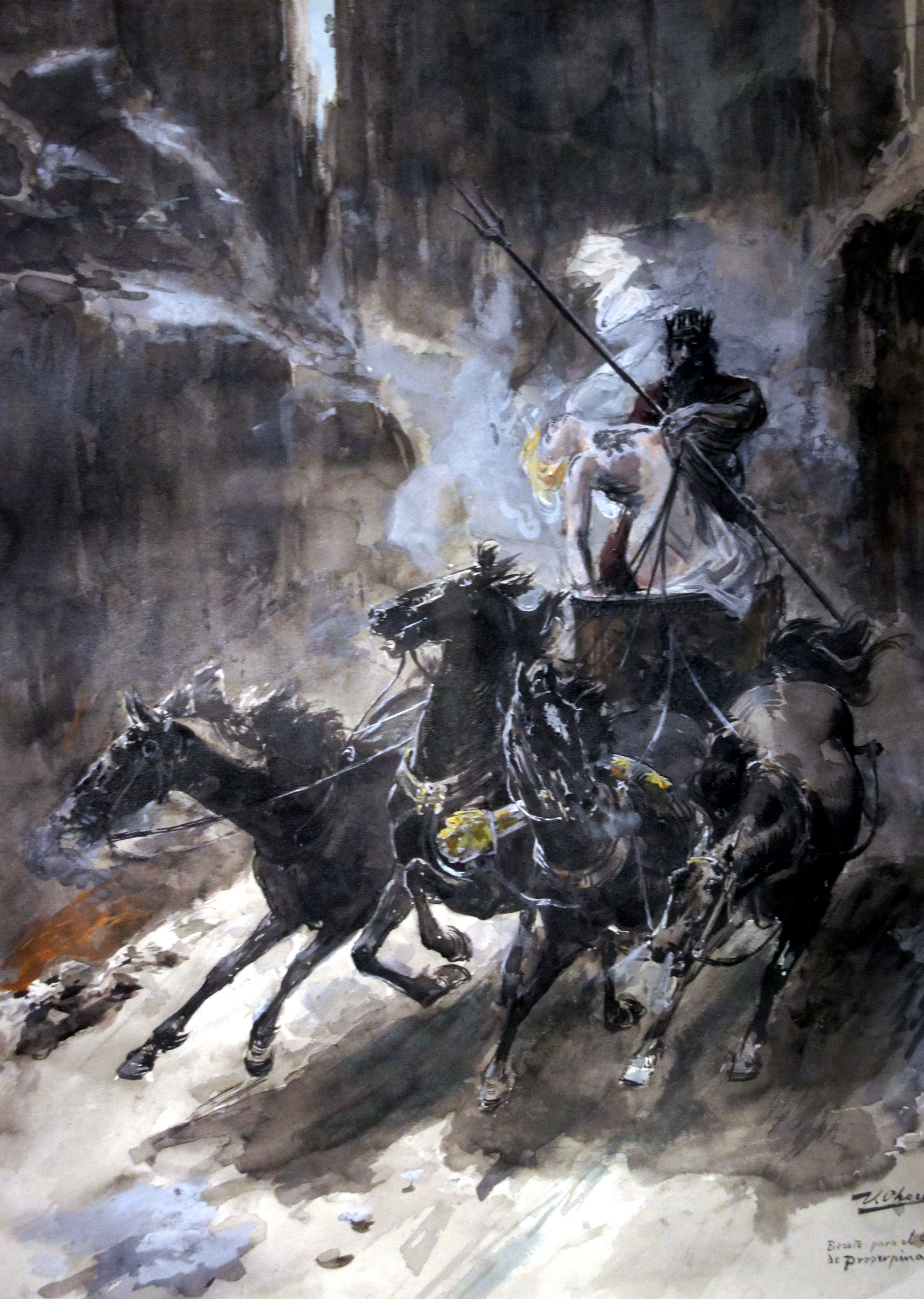
El rapto de Proserpina de Ulpiano Checa (1888), Museo Ulpiano Checa, Colmenar de Oreja, España

## Influencias anteriores y posteriores